# ジョン・ターナー
ジョン・ネイピア・ウィンダム・ターナー（英: John Napier Wyndham Turner、1929年6月7日 - 2020年9月18日）は、カナダの政治家。第23代首相を務めた。
閣僚として1968年から1975年のピエール・トルドー内閣の法務大臣、財務大臣など大臣を歴任した。世界的不況の中、賃金抑制や物価統制政策など不人気な政策の実行を断行した後、1975年に突然財務相を辞任して政界引退を表明した。その後、1984年にトルドーが引退を表明すると自由党の後継党首選に出馬して勝利、議会に議席を持たないまま首相に就任した。カナダでは通常こうした場合、次の選挙でどの選挙区から出馬しても当選が確実な有力議員が辞職して自身の選挙区を議席のない首相に譲り、そこでただちに補選を行って首相を当選させ議会に議席を持たせるように調整するが、ターナーは首相就任の9日後に下院を解散して総選挙に臨んだ。しかしこの賭けは裏目に出て、自由党は地滑り的敗北を喫し、ターナーは退陣に追い込まれた。79日間の首相在任はカナダ史上2番目に短い記録である。また、首相在任中を通じて議会に議席を持たない唯一の首相となった。その後6年間は下野した自由党の党首を務め、1988年には多少失地を挽回したものの、1993年に政界を引退した。

## 来歴
1929年にイングランド・サリー州リッチモンド（現在のリッチモンド・アポン・テムズ・ロンドン特別区）で生まれ、1932年の父の死後、カナダ生まれの母とともにカナダに移住、母の故郷ブリティッシュコロンビア州ロスランドに定住する。母は後にブリティッシュコロンビア州副総督に就任するフランク・マッケンジー・ロス（Frank Mackenzie Ross）と再婚し、バンクーバーに引っ越した。

### 青年時代
1945年に16歳でブリティッシュコロンビア大学に入学、さらに1940年代後半には国内の卓越した短距離陸上選手として1948年ロンドン・オリンピックの代表に選ばれた。100メートル走のカナダ記録を保持していたが、膝の故障のためオリンピック出場は断念した。1949年にブリティッシュコロンビア大学を卒業、ローズ奨学生となりオックスフォード大学のモードリン・コレッジに入学、法学部にて学士、修士を取得した。1952年から1953年にパリ大学でも博士課程を修了した。
ターナーは法曹界入りし、当初はモントリオールの弁護士事務所に勤務。1962年には国会議員に選出された。

### 政界入り
ターナーはカナダ下院議員に選出された際、傑出した学位とスポーツ選手としての経歴、また優秀な弁護士で英仏語に堪能、しかも容姿端麗、政治的な人脈もあり、自由党から金の卵と期待された。1960年代・1970年代にはピアソン首相、トルドー首相の下、閣僚として広く評価された。
ピアソン内閣にて消費者企業問題担当大臣などを歴任し、ピアソン首相退任後、1968年の自由党大会にてトルドーと党首の座を争ったが、僅差で敗れた。トルドー内閣では法務大臣を4年務め、その間論争の激しかった公用語法制定において政府の見解を代表し、1970年の「オクトーバー・クライシス」でも事態を掌握した。
その後、1972年から1975年は財務大臣を担当、石油危機や戦後貿易制度の崩壊、低成長インフレ、財政赤字の増加などの対策に追われた。トルドー首相よりさらに保守的な意見を持ち、そのため個人的な対立があり、1975年に突然閣僚を辞任した。
トルドーの回想録によると、ターナーはオタワでの13年の勤務で政治に疲れ、家族のために時間と経済的な余裕を得られるトロントでの弁護士としての仕事を求め辞任したとのことである。またトルドーは、ターナー財務大臣時代は石油ショックによる世界的なスタグフレーションなどで大変困難な時期にあったと付け加えた。

### トロント時代
1975年から1984年までの間、ターナーはベイ・ストリート（トロントの証券街）の企業弁護士として弁護士事務所マクミラン・ビンチ（McMillan Binch）に勤めた。1979年の総選挙でトルドーが敗北し、党首辞任を表明したとき、ターナーは自身は党首選に出馬しないと宣言した。ところがジョー・クラーク首相は予算案を否決され解散、トルドーは辞任を撤回し1980年総選挙で勝利を収め、1984年まで首相を務めた。

### 首相として
トルドーは、留任すると自由党が次回の選挙で敗北するとの世論調査を受けて政界を引退した。ターナーは政界に復帰し、ジャン・クレティエンを抑え1984年の自由党大会で党首に当選、トルドーの後任としてターナーがカナダの首相として任命された。

### 政界引退後
1993年に下院議員を辞し政界を離れ、法曹界に戻った。晩年は特に、政治について若者と話すことに関心を示したという。2020年9月18日、91歳で死去。